# VERZO
VERZO je česká firma, registrovaná v obchodním rejstříku ve Spojených státech, sídlící v Čechách. Firma vznikla v roce 2010 a zabývá se výrobou telekomunikačních zařízení, konkrétně mobilních telefonů, resp. smartphonů. Jejich první model VERZO Kinzo byl po designové stránce představen v druhé polovině srpna 2011. Netradiční vzhled mobilního telefonu je dílem českého designérského studia Novaque, které patří panu MgA. Petru Novaguemu. Technické parametry byly představeny v říjnu 2011. Následný prodej byl zahájen ve stejný termín v celé Evropě, stejně jako v USA.
Přestože design a projektové plány vznikly v České republice, samotná výroba zařízení probíhá z ekonomických důvodů na Tchaj-wanu.
Firma prezentuje snahu odlišit se od svých konkurentů příslibem příkladného servisu, péče o zákazníka a vytvoření komunity uživatelů na jejíž přání a požadavky by měla brát ohled při dalším vývoji.

## Modely
VERZO Kinzo

Jedná se o první model, kterým značka Verzo vstoupila na trh. Představení tohoto modelu proběhlo v říjnu 2011. Telefon má 1GHz procesor, 4,3palcový dotykový displej, 5Mpix fotoaparát a funguje na operačním systému Android s vlastním uživatelským prostředím Verzo GUI.